# Capodichino
Capodichino è una località del comune di Napoli, di cui prende il nome l'omonimo aeroporto, costruito nel 1910, della VII municipalità. È diviso dai quartieri di San Pietro a Patierno (che ne comprende la maggior parte), Secondigliano e anche una zona minore di San Carlo all'Arena.

## Geografia fisica
La zona distante circa 5 km dal centro di Napoli, è servita dalla strada provinciale 500 dell'Asse Perimetrale di Melito, confina a nord con il quartiere di Secondigliano, a sud con il quartiere di Poggioreale e la zona dei Ponti Rossi e la zona Doganella, ad ovest con i quartieri di Miano e di San Carlo all'Arena e ad est con il comune di Casoria.

## Monumenti e luoghi d'interesse
- la Fontana di Capodichino, costruita nel 1943, per il volere di Elena d'Orléans, moglie di Emanuele Filiberto di Savoia-Aosta.
- la Chiesa dell'Immacolata a Capodichino costruita nel 1855.

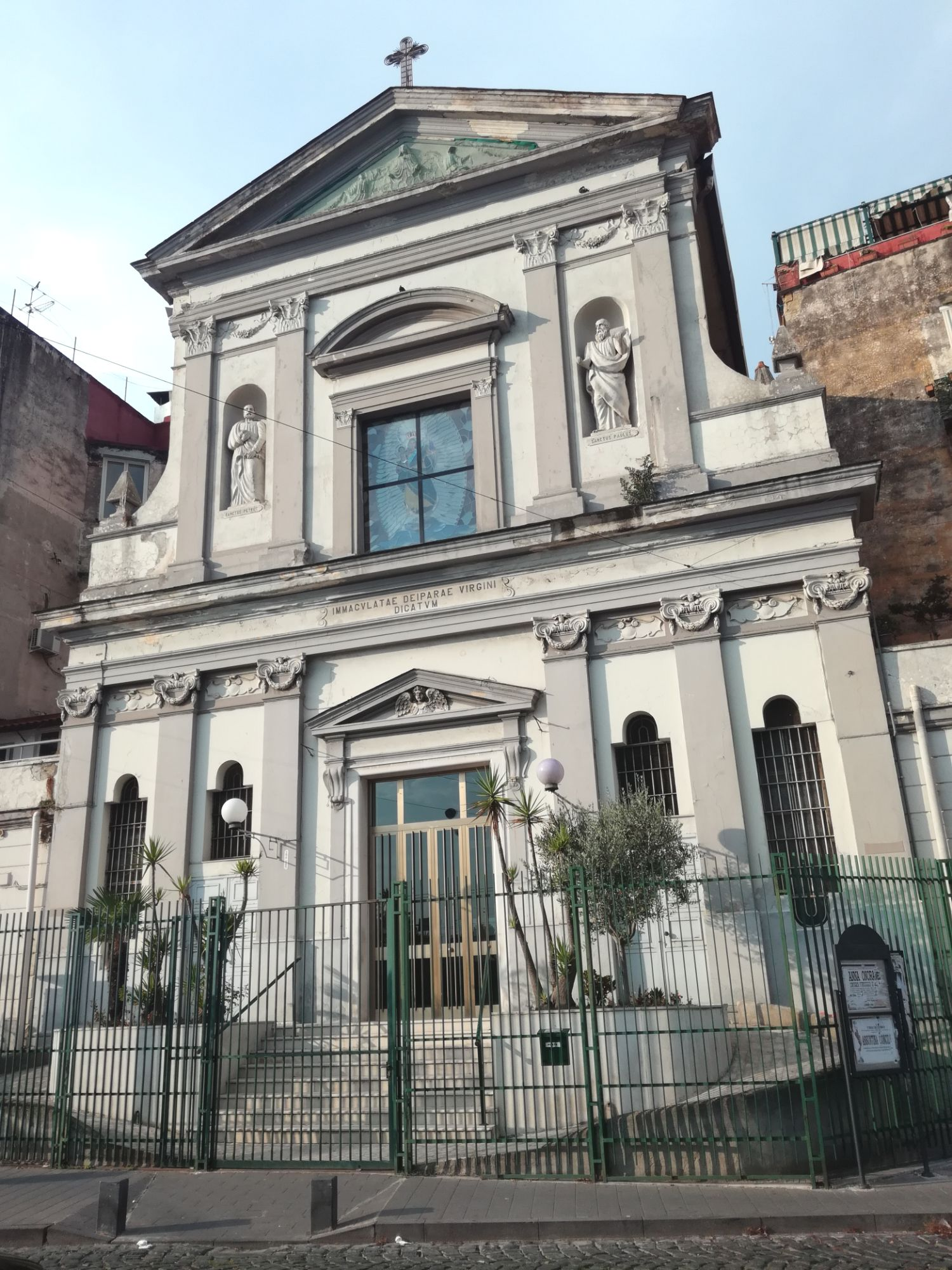
Chiesa dell'Immacolata

## Infrastrutture e trasporti

### Strade
- Uscita omonima della Tangenziale di Napoli;
- Strada provinciale 500 dell'Asse Perimetrale di Melito.

### Ferrovie
La località di Capodichino, durante gli anni 1970, fu servita dall'omonima stazione della ferrovia Alifana bassa.

### Metropolitana
Capodichino sarà servita in futuro da una stazione della linea 1 della metropolitana di Napoli Aeroporto.